# Dámaris (nombre)
Dámaris o Damarina es un nombre propio femenino de origen griego en su variante en español, otra adaptación de este nombre vendría siendo "Damarina" con su variante del hebreo. Deriva del nombre griego Δάμαρ -αρατος  (Dámar) con significado "domadora de leones"
Además tiene orígenes hebreos y árabes entre los cuales resaltan algunos significados como: 'El nombre más hermoso y la preciosa más hermosa que ha escogido Dios para sus escrituras: Mujer de oración, fiel, sumisa, temerosa de Dios, en Dios se propone a obtener la meta, asimila los problemas, la de la sonrisa incomparable, domadora de leones y mujer clamada por el pueblo".

## Etimología
Dámaris personaje bíblico del Nuevo Testamento; mujer ateniense que se convirtió al cristianismo por la predicación de Pablo (Hechos 17:34). Esta mujer ateniense se encuentra en la ciudad de Atenas en torno al año 50.

## Equivalencias en otros idiomas
| Variantes en otras lenguas | Variantes en otras lenguas |
| -------------------------- | -------------------------- |
| Español                    | Dámaris                    |
| Japonés                    | ダマリス                   |
| Catalán                    | Dàmaris                    |
| Griego                     | Δάμαρ                      |
| Hebreo                     | דמאריסו                    |

## Santoral
La celebración del santo de Dámaris se corresponde con el día 4 de octubre.
- Datos: Q5815495